# 공동파
공동파 (중국어: 崆峒派)는 무협소설에 나오는 문파(門派) 중 하나로, 대개 구파일방(九派一幇)의 일문(一門)으로 꼽히는 명문정파(名門正派)다.  주로 취병봉(翠屛峰)을 거점으로 삼으며 공동산에는 도교의 8대 9궁원 42좌(八台九宫十二院四十二座)의 건축 군과 72개소의 석부동천(石府洞天)이 있다.
감숙성(甘肅省)에 있는 공동산에 소재하고 있으며, 실제 공동산이 천하도교제일산(天下道敎第一山), 도원소재(道源所在) 등으로 불리는 도교(道敎)의 요람인 까닭에 소설상에서는 보통 도가(道家) 문파로 나온다.

## 역사
도교에서의 주요 선인 중 하나인 광성자(廣成子)자 창설했다는 설이 일반적으로 한국과 중국에서 공동파의 역사적 기원으로 일컬어진다. 그러나 화산파나 무당파에 비해 별 다른 특색이 없다는 이유로 주목받지 못하며 구파일방에서 존재감이 옅게 남아있다.

## 문화
감숙의 패자이긴 하나 설정도 빈약하고 외지에 있는지라 비중이 적다. 천마신교, 마교가 있는 천산산맥과 마주하고 있어 곤륜파 다음으로 자주 털리며 그래서 청정도량에 속해있는 문파의 절기가 모두 독랄하고 살기가 넘치며 실전적이라는 표현이 잦다.

## 같이 보기
- 쿵퉁산